# Adele
Adele Laurie Blue Adkins (født 5 maj 1988 i London) er en engelsk soul- og jazzsangerinde. Hun var den første modtager af Brit Awards Critics' Choice (anmeldernes valg), som blev givet til den kunstner, som på det pågældende tidspunkt endnu ikke havde udgivet et album. Hun har også modtaget titlen Sound of 2008 givet af BBC 6 Music. Adele er blevet kaldt "den nye Amy Winehouse" af den engelske presse.
Hendes gennembrudshit var "Chasing Pavements", som hun udgav i december 2007. Hendes tre singleuddrag fra albummet 21 blev alle nr. 1 i England. I 2012 skrev hun og indspillede titelmelodien til James Bond-filmen Skyfall.

## Karriere
22. oktober 2007 udkom Adeles første single, Hometown Glory, der handler om hendes hjemstavn Tottenham i London. I januar 2008 udkom gennembrudssinglen, Chasing Pavements, samt hendes debutalbum 19. Hun fik sit internationale gennembrud, da hun udgav "Rolling in the deep", som blev et radiohit i 2011.
Adele er bl.a. inspireret af Etta James og The Cure. Efter Amy Winehouses død, har hun ved sine koncerter dedikeret "Make you feel my love" til den afdøde sangerinde.
Hun blev nomineret i fire kategorier ved Grammy Award-uddelingen i 2009 og vandt to, Grammy Award for bedste nye kunstner og Grammy for Bedste Vokale Pop-Præstation af en Kvinde. I 2012 var hun nomineret i seks kategorier og vandt samtlige, hvilket er en tangering af rekorden for det antal Grammys, en kvindelig artist har vundet ved samme prisuddeling.

## Privatliv
Adele har en halvbror på sin fars side af familien.
Adele var sammen med Simon Konecki, men parret blev skilt i 2019. Den 19. oktober 2012 fødtes parrets deres første og eneste søn.

## Diskografi

### Albummer
- 19 (2008)
- 21 (2011)
- 25 (2015)
- 30 (2021)

### Singler
- 2007 - "Hometown Glory"
- 2008 - "Chasing Pavements"
- 2008 - "Cold Shoulder"
- 2010 - "Rolling in the Deep"
- 2011 - "Someone Like You"
- 2011 - "Set Fire to the Rain"
- 2011 - "Turning Tables"
- 2012 - "Skyfall"
- 2015 - "Hello"
- 2016 - "When We Were Young"
- 2016 - "Send My Love (To Your New Lover)"